# Bretagne Classic Ouest-France
Bretagne Classic Ouest-France – jednodniowy wyścig kolarski rozgrywany corocznie od 1931 wokół francuskiego Plouay.
Pierwsza edycja wyścigu odbyła się w 1931. Od 2005 należy do cyklu najważniejszych wyścigów kolarskich na świecie – początkowo UCI ProTour, a następnie UCI World Tour.
Od 1982 głównym patronem wyścigu jest czasopismo Ouest-France.

## Zwycięzcy
Opracowano na podstawie:
| Rok  | Pierwsze                  | Drugie                  | Trzecie                     |
| ---- | ------------------------- | ----------------------- | --------------------------- |
| 1931 | François Favé             | Pierre Le Doare         | André Godinat               |
| 1932 | Philippe Bono             | Paul Le Drogo           | Ferdinand Le Drogo          |
| 1933 | Philippe Bono             | Raymond Louviot         | Julien Grujon               |
| 1934 | Lucien Tulot              | Jean Keriel             | René Durin                  |
| 1935 | Jean Le Dilly             | E. Le Gallo             | Raymond Drouet              |
| 1936 | Pierre Cogan              | François Lucas          | Jean Le Dilly               |
| 1937 | Jean-Marie Goasmat        | Robert Oubron           | Amédée Fournier             |
| 1938 | Pierre Cloarec            | Robert Tanneveau        | Jean-Marie Goasmat          |
| 1945 | Éloi Tassin               | Christophe Taeron       | Georges Gouyette            |
| 1946 | Ange Le Strat             | Roger Chupin            | Pierre Cogan                |
| 1947 | Raymond Louviot           | Albert Bourlon          | Roger Chupin                |
| 1948 | Éloi Tassin               | Francis Chretien        | Raymond Louviot             |
| 1949 | Amand Audaire             | Guy Butteux             | René Haugustaine            |
| 1950 | Amand Audaire             | André Ruffet            | Germain Mercier             |
| 1951 | Émile Guérinel            | Guy Butteux             | Jean Erussard               |
| 1952 | Émile Guérinel            | François Mahé           | Jean Bobet                  |
| 1953 | Serge Blusson             | Louis Gillet            | Raymond Scardin             |
| 1954 | Ugo Anzile                | Jean Le Guilly          | Jean Cadras                 |
| 1955 | Jean-Jacques Petitjean    | Jacques Dupont          | Joseph Le Cadet             |
| 1956 | Valentin Huot             | René Fournier           | Joseph Morvan               |
| 1957 | Isaac Vitré               | Joseph Morvan           | Joseph Groussard            |
| 1958 | Jean Gainche              | André Ruffet            | Joseph Thomin Fernand Picot |
| 1959 | Emmanuel Crenn            | Jean Gainche            | Félix Lebuhotel             |
| 1960 | Hubert Ferrer             | André Foucher           | Joseph Velly                |
| 1961 | Fernand Picot             | Emile Le Bigaut         | Max Bléneau                 |
| 1962 | Jean Gainche              | Georges Groussard       | Joseph Morvan               |
| 1963 | Fernand Picot             | Pierre Le Mellec        | Fernand Delort              |
| 1964 | Jean Bourlès              | Hubert Ferrer           | Jean Gainche                |
| 1965 | François Goasduff         | Hubert Niel             | Jean-Louis Jagueneau        |
| 1966 | Claude Mazeaud            | Jean Bourlès            | Pierre Le Mellec            |
| 1967 | François Hamon            | Georges Chappe          | Maurice Morin               |
| 1968 | Jean Jourden              | Jean-Claude Lebaube     | André Zimmermann            |
| 1969 | Jean Jourden              | François Goasduff       | Léon-Paul Ménard            |
| 1970 | Gianni Marcarini          | Robert Bouloux          | Roland Berland              |
| 1971 | Jean-Pierre Danguillaume  | Jacques Gestraud        | Raymond Delisle             |
| 1972 | Robert Bouloux            | Gérard Besnard          | Enzo Mattioda               |
| 1973 | Jean-Claude Largeau       | Gilbert Bellone         | Guy Sibille                 |
| 1974 | Raymond Martin            | Jacques Botherel        | Claude Aigueparses          |
| 1975 | Cyrille Guimard           | Jean-Louis Danguillaume | Guy Santy                   |
| 1976 | Jacques Bossis            | Patrick Perret          | Pierre-Raymond Villemiane   |
| 1977 | Jacques Bossis            | Roger Legeay            | Christian Seznec            |
| 1978 | Pierre-Raymond Villemiane | Joop Zoetemelk          | Marcel Tinazzi              |
| 1979 | Frits Pirard              | Jean Chassang           | Yvon Bertin                 |
| 1980 | Patrick Friou             | Jacques Bossis          | Bernard Becaas              |
| 1981 | Gilbert Duclos-Lassalle   | Dominique Arnaud        | Raymond Martin              |
| 1982 | Francis Castaing          | Régis Clère             | Didier Vanoverschelde       |
| 1983 | Pierre Bazzo              | Marc Madiot             | Stephen Roche               |
| 1984 | Sean Kelly                | Frédéric Vichot         | Éric Caritoux               |
| 1985 | Éric Guyot                | Rudy Matthijs           | Marc Madiot                 |
| 1986 | Martial Gayant            | Sean Kelly              | Søren Lilholt               |
| 1987 | Gilbert Duclos-Lassalle   | Jean-Claude Bagot       | Frédéric Brun               |
| 1988 | Luc Leblanc               | Charly Mottet           | Patrice Esnault             |
| 1989 | Jean-Claude Colotti       | Bruno Cornillet         | Gilles Delion               |
| 1990 | Bruno Cornillet           | Martial Gayant          | Thomas Wegmüller            |
| 1991 | Armand de Las Cuevas      | Andreas Kappes          | Miguel Arroyo               |
| 1992 | Ronan Pensec              | Serge Baguet            | Thierry Claveyrolat         |
| 1993 | Thierry Claveyrolat       | Jean-François Bernard   | Thierry Laurent             |
| 1994 | Andrei Tchmil             | Richard Virenque        | Jens Heppner                |
| 1995 | Rolf Järmann              | Laurent Madouas         | Christian Henn              |
| 1996 | Frank Vandenbroucke       | Laurent Brochard        | Andrei Tchmil               |
| 1997 | Andrea Ferrigato          | Sergio Barbero          | Chris Horner                |
| 1998 | Pascal Hervé              | Ludo Dierckxsens        | Stéphane Heulot             |
| 1999 | Christophe Mengin         | Markus Zberg            | Siergiej Iwanow             |
| 2000 | Michele Bartoli           | Nico Mattan             | Walter Bénéteau             |
| 2001 | Nico Mattan               | Patrice Halgand         | Patrick Jonker              |
| 2002 | Jeremy Hunt               | Stuart O’Grady          | Baden Cooke                 |
| 2003 | Andy Flickinger           | Anthony Geslin          | Nicolas Jalabert            |
| 2004 | Didier Rous               | Serge Baguet            | Guido Trentin               |
| 2005 | George Hincapie           | Alaksandr Usau          | Davide Rebellin             |
| 2006 | Vincenzo Nibali           | Juan Antonio Flecha     | Manuele Mori                |
| 2007 | Thomas Voeckler           | Thor Hushovd            | Danilo Di Luca              |
| 2008 | Pierrick Fédrigo          | Alessandro Ballan       | David López García          |
| 2009 | Simon Gerrans             | Pierrick Fédrigo        | Paul Martens                |
| 2010 | Matthew Goss              | Tyler Farrar            | Yoann Offredo               |
| 2011 | Grega Bole                | Simon Gerrans           | Thomas Voeckler             |
| 2012 | Edvald Boasson Hagen      | Rui Costa               | Heinrich Haussler           |
| 2013 | Filippo Pozzato           | Giacomo Nizzolo         | Samuel Dumoulin             |
| 2014 | Sylvain Chavanel          | Andrea Fedi             | Arthur Vichot               |
| 2015 | Alexander Kristoff        | Simone Ponzi            | Ramūnas Navardauskas        |
| 2016 | Oliver Naesen             | Alberto Bettiol         | Alexander Kristoff          |
| 2017 | Elia Viviani              | Alexander Kristoff      | Sonny Colbrelli             |
| 2018 | Oliver Naesen             | Michael Valgren         | Tim Wellens                 |
| 2019 | Sep Vanmarcke             | Tiesj Benoot            | Jack Haig                   |
| 2020 | Michael Matthews          | Luka Mezgec             | Florian Sénéchal            |
| 2021 | Benoît Cosnefroy          | Julian Alaphilippe      | Mikkel Frølich Honoré       |
| 2022 | Wout van Aert             | Axel Laurance           | Alexander Kamp              |
| 2023 | Valentin Madouas          | Mathieu Burgaudeau      | Felix Großschartner         |
| 2024 | Marc Hirschi              | Paul Magnier            | Magnus Cort Nielsen         |